# 딕 윈슬로
딕 윈슬로(Dick Winslow, 1915년 3월 25일 ~ 1991년 2월 7일)는 미국의 영화배우이다.
노스할리우드에서 사망하였다.

## 영화
- 10월의 첫 월요일 (1981년)
- 무비 무비 (1978년)
- 마지막 총잡이 (1976년)
- 애플 덤플링 갱 (1975년)
- 저 하늘에 태양이 (1975년)
- 개구쟁이 6남매 (1969년)
- 렉킹 크류 (1969년)
- 화니 걸 (1968년)
- 폴로우 미, 보이즈! (1966년)
- 방해하지 마세요 (1965년)
- 집시 (1962년)
- 아다 (1961년)
- 열정의 무대 (1958년)
- 프란시스 인 더 헌티드 하우스 (1956년)
- 베니 굿맨 스토리 (1955년)
- 스케어드 스티프 (1953년)
- 내 마음 속의 노래와 (1952년)
- 아윌 겟 바이 (1950년)
- 외딴 섬에서 당신과 함께 (1948년)
- 이지 투 웨드 (1946년)
- 싸우잰드 치어 (1943년)
- 오케스트라 와이브즈 (1942년)
- 네이비 블루 앤 골드 (1937년)
- 쉽메이트 포에버 (1935년)
- 바운티호의 반란 (1935년)
- 트웬티 밀리언 스윗하트 (1934년)
- 톰 소여 (1930년)
- 마리앤 (1929년)